# Meerromps schip

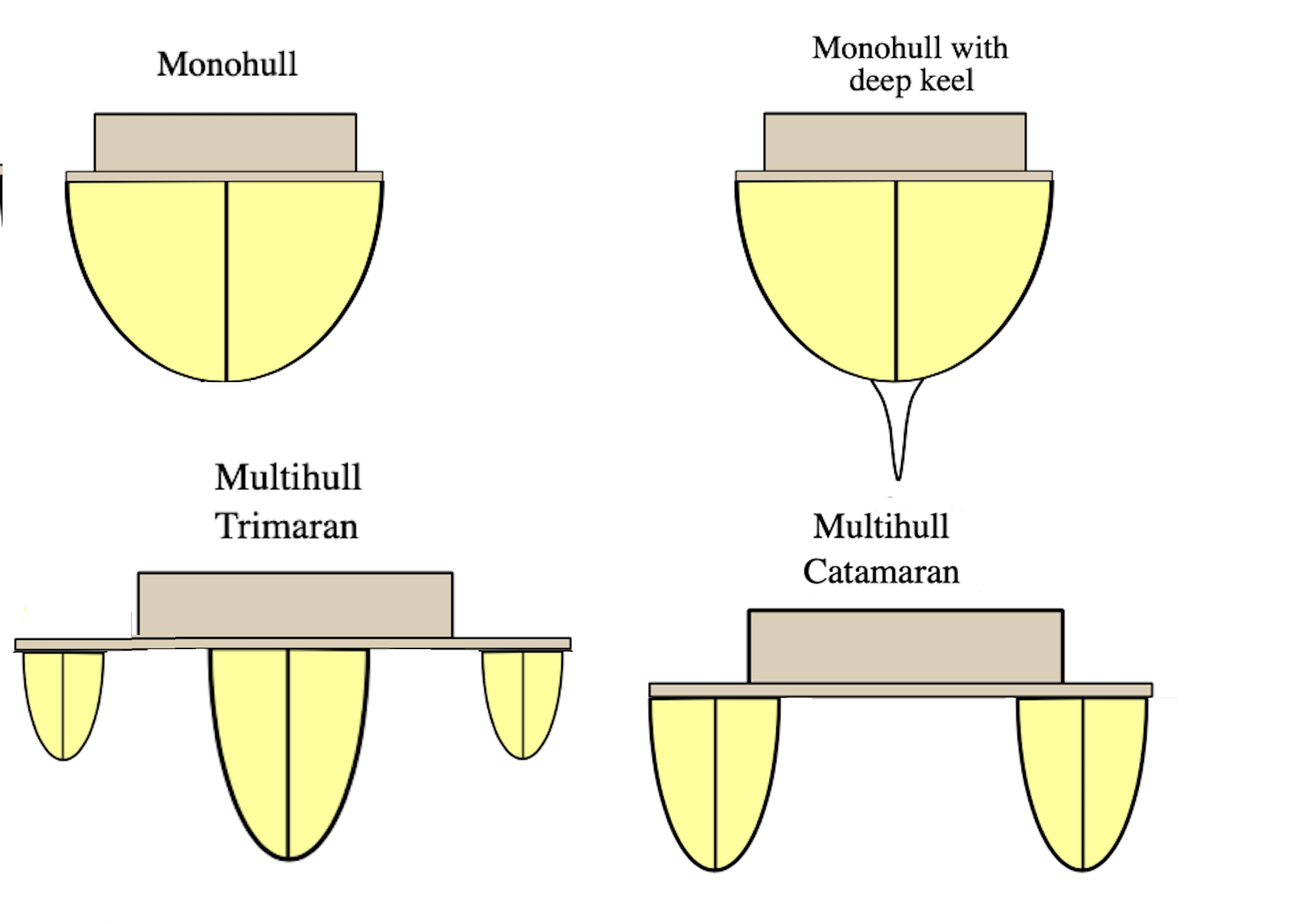
Schepen met een enkele romp (bovenaan) en schepen met twee of drie rompen (onderaan)

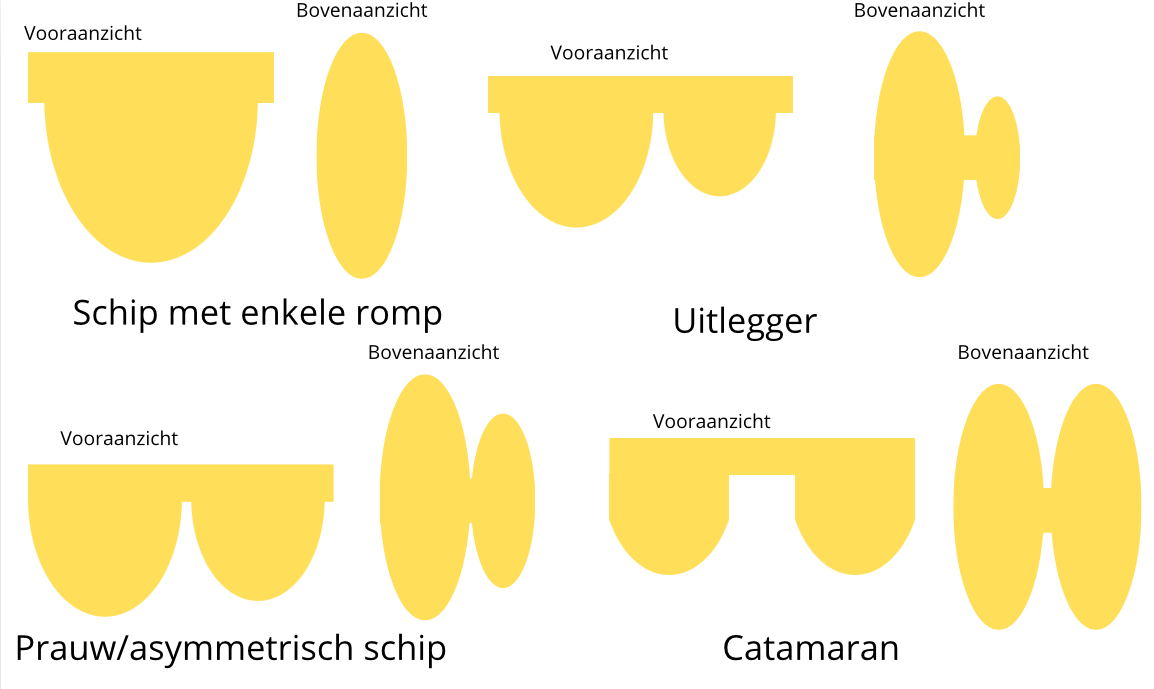
Vier vaak verwarde typen rompen: enkel, uitlegger, prauw, catamaran

Meerrompse schepen zijn schepen met twee of meer rompen. Als een of meerdere rompen niet volwaardig zijn, spreken we van een uitlegger (twee rompen) of een dubbele uitlegger (drie rompen).
Schepen met twee evenwaardige rompen, die dus dezelfde bouw en grootte hebben, zijn catamarans. Schepen met drie evenwaardige rompen of asymmetrische schepen met twee even grote rompen en een grotere zijn trimarans. Zo bestaan er ook de quadrimaran (vier rompen) en de pentamaran (5 rompen).
Als de rompen asymmetrisch zijn, dan verkrijg je een asymmetrisch (dubbel) schip. Deze schepen zijn geen uitlegger, want daarvoor is de kleinere romp te groot en robuust noch een catamaran, waarvoor er twee evenwaardige rompen benodigd zijn. Asymmetrische schepen worden ook wel een pra'a genoemd. 

## Austronesische meerrompsschepen
- Drua
- Pahi
- Tepukei
- Amatasi
- Vaka
- Waka
- Va'a teu'ua